# Ванюжичи (Петриковский район)
Ванюжичи (бел. Ванюжычы) — деревня в Новосёлковском сельсовете Петриковского района Гомельской области Беларуси.

## География

### Расположение
В 42 км на север от Петрикова, 31 км от железнодорожной станции Муляровка (на линии Лунинец — Калинковичи), 192 км от Гомеля.

### Гидрография
На юге и западе мелиоративный канал.

## Транспортная сеть
На автодороге Новосёлки — Копаткевичи. Планировка состоит из 2 прямолинейных, параллельных между собой улиц меридиональной ориентации, к которым на юге присоединяется пересекаемая на западе короткой криволинейной улицей с широтной ориентацией. Застройка преимущественно односторонняя, деревянная, усадебного типа.

## История
Обнаруженный археологами курганный могильник XI века (32 насыпи, в 2 км на север от деревни) свидетельствует о заселении этих мест с давних времён. По письменным источникам известна с XVI века как деревня в Мозырском повете Минского воеводства Великого княжества Литовского. Под 1567 год обозначена в метрике короля Сигизмунда II Августа как селение в Мозырской волости, переданное во владение Ю. Д. Кашкарову. В 1568 году во владении Ф. Ф. Аскерко.
После 2-го раздела Речи Посполитой (1793 год) в составе Российской империи. В 1823 году построена Рождества-Богородицкая церковь, которая в конце XIX века сгорела. Была центром одноимённого поместья, хозяин какого дворянин Вянцкевич владел в 1852 году 806 десятинами земли. Обозначена на карте 1866 года, которая использовалась Западной мелиоративной экспедицией, работавшей в этих местах в 1890-е годы. В 1908 году в Комаровичской волости Мозырского уезда Минской губернии. В 1912 году открыта школа, которая размещалась в наёмном крестьянском доме.
В 1931 году организован колхоз. Во время Великой Отечественной войны в июне 1943 года оккупанты полностью сожгли деревню и убили 9 жителей. 82 жителя погибли на фронте. Согласно переписи 1959 года в составе совхоза «Новосёлки» (центр — деревня Новосёлки). Работали клуб, библиотека.

## Уроженцы, Знаменитые люди
- Плыткевич, Сергей Михайлович (1963 год).  Известный белорусский фотограф, журналист, путешественник. Директор краеведческого издательства «Рифтур» и республиканского фонда развития туризма и поддержки дикой природы «Планета без границ», автор снимков к путеводителям, многочисленных фотоальбомов о Беларуси, комплектов открыток, основатель информационного портала planetabelarus.by. Лучший фотограф дикой природы в стране.

## Население

### Численность
- 2004 год — 83 хозяйства, 150 жителей.

### Динамика
- 1816 год — 18 дворов.
- 1866 год — 23 двора, 196 жителей.
- 1897 год — 381 житель (согласно переписи).
- 1908 год — 70 дворов 434 жителя.
- 1921 год — 106 дворов, 619 жителей.
- 1940 год — 120 дворов, 612 жителей.
- 1959 год — 541 житель (согласно переписи).
- 2004 год — 83 хозяйства, 150 жителей.